# リリア 4-ever
『リリア 4-ever』（リリア フォーエバー、原題：Lilja 4-ever）は、2002年公開のスウェーデン映画。
旧ソ連とスウェーデンを舞台にした（現実に行われている）売春奴隷犯罪について真正面から描いた映画である。リトアニア出身の少女、Danguolė Rasalaitėの身に起きた事件を基にしている（ただし、映画の舞台になっているのはエストニア）。監督・脚本はルーカス・ムーディソン。
日本では劇場未公開であるが、洋画★シネフィル・イマジカで放送された。

## キャスト
- オクサナ・アキンシナ：リリア
- アルチオン・ボグチャルスキー
- エリーナ・ベニンソン
- リリア・シンカレヴァ

## 関連映画
- クリスチーネ・F  - 同じく実話ベースの犯罪ドラマ｡
- セックス・トラフィック - 同じく人身売買と性的奴隷問題を描く｡
- Bo 堕ちていく少女  - 売春に転落する少女を描く問題作｡